# 선광 (기업)
선광(Sun Kwang)는 대한민국의 하역 기업이다. 본사는 인천광역시 중구 축항대로211번길 37에 위치해 있다.

## 상장
1999년 12월 21일에 상장하였다.

## 종속기업
- 선광컨테이너터미널
- 선광종합물류
- 한국티비티

## 같이 보기
- 심정구

## 참고 문헌
1. ↑  최민정, 2년 반 사이 주가 9배 넘게 뛰자…선광 명예회장, 수십억 현금화, 지구인사이드, 2022. 07. 13.
2. ↑  박희준, SG발 주가폭락 사태 제물된 '선광'은?, 더팩트, 2023.05.02
3. ↑  선광 신임 대표이사에 이도희 SNCT 대표, 한국해운신문, 2019.03.21